# Pelmeni
Pelmeni (rusko пельмени, ednina pelmen, пельмень; belorusko пяльмені) so tradicionalna vzhodnoevropska jed, najpogostejša v Rusiji. 
Narejeni so iz sesekljanega mesa, zavitega v tanko testo, narejeno iz moke in jajc, včasih z dodanim mlekom ali vodo. Za polnilo se uporablja svinjino, jagnjetino, govedino ali kakšno drugo vrsto mesa, priljubljena je mesna mešanica. Po tradicionalnem uralskem receptu se nadev pripravi iz 45 % govedine, 35 % jagnjetine in 20 % svinjine. Pogosto se mesu doda še začimbe, kot so poper, čebula in česen. 
Pelmeni so običajno hranjeni zamrznjeni in se jih pripravi s kuhanjem v vodi, najprej morajo plavati, potem pa se jih kuha še 2-5 minut. Postreže se jih z maslom in/ali smetano. Po nekaterih receptih se pelmene lahko tudi ocvre.